# Technology Acceptance Model
In der Wirtschaftsinformatik bezeichnet das Technology Acceptance Model (TAM, auch Technologieakzeptanzmodell) ein Modell, welches Aussagen darüber trifft, warum Personen eine Technologie nutzen oder nicht nutzen. Es wurde 1985 von dem Informationswissenschaftler Fred Davis entwickelt und 1989 veröffentlicht.

## Geschichte
Vorherige Studien waren zu der Empfehlung gekommen, für die Untersuchung von Technologienutzung bei Informationssystemen auf Modelle aus der empirischen Sozialforschung zurückzugreifen. Grundlage des TAMs bildet daher auch das sozialpsychologische Modell Theory of Reasoned Action (TRA) von Ajzen und Fishbein von 1980. Im Jahr 2000 wurde das ursprüngliche Modell von Venkatesh und Davis um einige Elemente erweitert und als TAM2 neu veröffentlicht. Eine weitere Überarbeitung erfolgte 2003 von Venkatesh, Morris und Davis als Unified Theory of Acceptance and Use of Technology (UTAUT) und 2008 von Venkatesh und Bala als TAM3.

## Aufbau

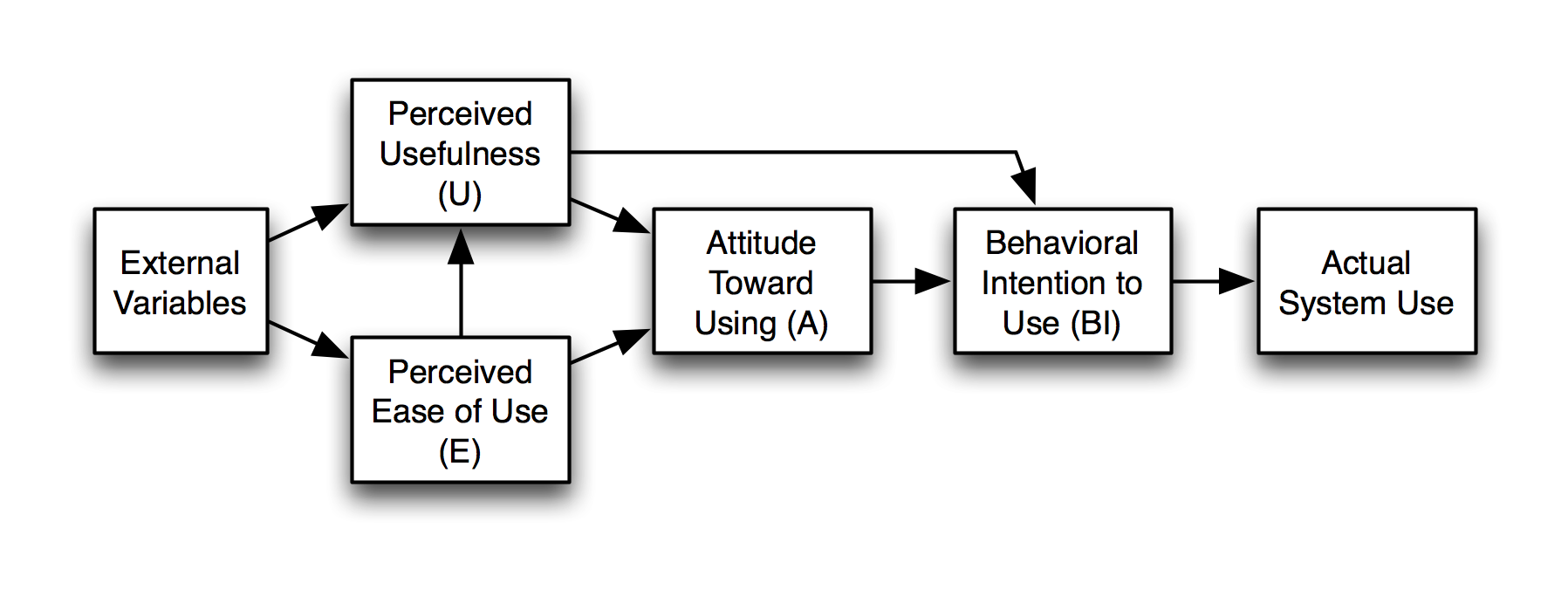
Technology Acceptance Model

TAM postuliert, dass die Attitude Toward Using (A) zur Nutzung einer Technologie durch eine Person entscheidend von zwei Variablen abhängig ist, der wahrgenommenen Nützlichkeit (Perceived Usefulness) und der wahrgenommenen Benutzerfreundlichkeit (Perceived Ease of Use). Die Perceived Usefulness (U) ist die subjektive Empfindung der Person, dass die Anwendung einer bestimmten Technologie ihre Arbeitsleistung verbessert. Die Perceived Ease of Use (E) wiederum misst die Wahrnehmung der Person, mit wie viel – oder besser mit wie wenig – Aufwand das Erlernen der Nutzung der neuen Technologie verbunden ist. Ferner ist die Intention zur Nutzung (Intention to Use, BI) abhängig von der Perceived Usefulness und der Attitude.

## Verbreitung
Das Technology Acceptance Model ist ein weit verbreitetes Instrument zur Untersuchung von Technologienutzung im Bereich der Informationssysteme. Gründe dafür mögen in seiner Verständlichkeit und Simplizität liegen, aber auch in der hohen Reliabilität seiner Eingangsvariablen, welche in einer Metaanalyse von King (2006) belegt werden konnte. Das Modell wurde dabei häufig für den jeweiligen Kontext modifiziert. Bisherige Untersuchungen mit dem TAM deckten ein breites Spektrum verschiedener Bereiche ab. So variierte der Teilnehmerkreis mit Laien, Studenten und Experten, ebenso der Anwendungsbereich mit Computertechnologie und anderer Technologie sowie der Kulturkreis mit westlichen und nicht westlichen Ländern. Es wurde eine substanzielle Zunahme der jährlichen, auf TAM basierenden Untersuchungen festgestellt. Laut der Analyse von King (2006) stieg die Anzahl der pro Jahr veröffentlichten Studien von vier in den Jahren 1998–2001 auf zehn in den Jahren 2002–2003. Aktuell (März 2011) sind laut des Onlineverzeichnisses GVK-Plus des Gemeinsamen Bibliotheksverbunds in den ersten beiden Monaten des Jahres 2011 bereits sechs Studien zum Stichwort „Technology Acceptance Model“ veröffentlicht worden.

## Erweiterungen

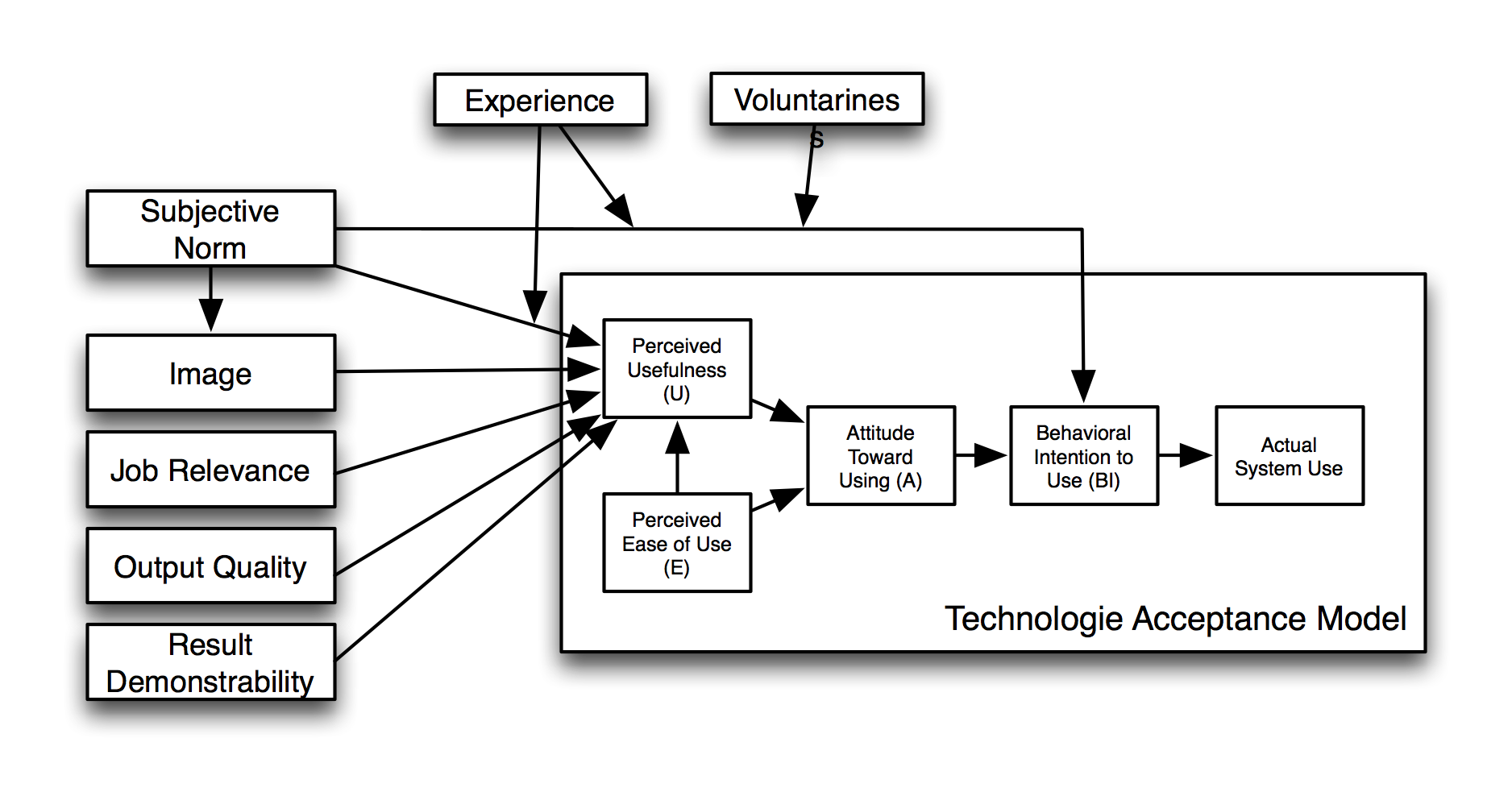
Technology Acceptance Model 2

Im Jahr 2000 wurde das TAM von Venkatesh und Davis, unter der Bezeichnung TAM2, um einige Eingangsvariablen erweitert. Es wurde ausdifferenziert, welche Eingangsvariablen in die Gruppen sozialer Einfluss und kognitive Prozesse (Social Influence, Cognitive Instrumental Process) eingeteilt wurden. Im Rahmen dieser neuen Studie wurde die Validität dieser Eingangsvariablen in vier Längsschnittstudien nachgewiesen.
Zur Gruppe des sozialen Einflusses gehören die Variablen Subjective Norm, Image und Freiwilligkeit (Voluntariness). Ferner wird eine Variable Erfahrung (Experience) definiert, die Einfluss auf erstgenannte Variablen hat.
Subjective Norm wurde direkt aus dem TRA-Modell entnommen und ist definiert als „der wahrgenommene soziale Druck ein Verhalten auszuführen oder nicht auszuführen“. Sie wurde im ursprünglichen TAM noch aus Gründen der ungenügenden Erforschung ausgeklammert, hier aber wieder eingeführt. Es wird impliziert, dass Subjective Norm einen direkten positiven Effekt auf die Intention to Use hat, wenn die Technologienutzung vorgeschrieben ist. Zudem hat diese einen positiven Effekt auf Image. Image wird definiert als „Grad des Einflusses der Nutzung einer Technologie auf den Status der Person“. TAM2 postuliert einen positiven Effekt von Subjective Norm auf Image und einen positiven Effekt von Image auf Perceived Usefulness. Ferner wird die Variable Experience eingeführt. Höhere Experience hat eine abmildernde Wirkung des direkten Effekts von Subjective Norm auf Intention to Use bei unfreiwilliger Nutzung und ebenso eine mildernde Wirkung des positiven direkten Effektes von Subjective Norm auf die Perceived Usefulness.
Zur zweiten Gruppe, den kognitiven Prozessen, gehören die Variablen Jobrelevanz (Job Relevance), Outputqualität (Output Quality) und Ergebnisklarheit (Result Demonstrability).
Job Relevance wird definiert als Wahrnehmung einer Person über die Eignung der Nutzung einer Technologie für seine Arbeit, also ob die Funktionen eines Systems ihm bei der Erfüllung seiner Aufgaben helfen. Job Relevance habe einen positiven Effekt auf Perceived Usefulness. Während Job Relevance ein eher quantitatives Maß dafür darstellt, inwiefern eine Technologie bei der Arbeit hilft, ist die Output Quality ein qualitatives Maß der Wirksamkeit. Output Quality hat einen positiven Effekt auf die Perceived Usefulness. Result Demonstrability schließlich sagt etwas darüber aus, ob und inwieweit eine Steigerung der Arbeitsleistung direkt der neuen Technologie zugeschrieben werden kann. Verbessert ein System die Leistung auf eine nicht merkliche Weise, nimmt der Nutzer die Vorteile des Systems schlechter wahr. Result Demonstrability hat ebenfalls einen positiven Effekt auf die Perceived Usefulness.
Neue Technologien werden immer wieder entlang der TAM-Faktoren erforscht, wobei dies in der Regel entweder zu einem behavioristischen (Erforschung der Akzeptanz einer neuen Technologie) oder modellzentrierten Erkenntnisgewinn (Verbesserung oder Ergänzung der TAM-Einflussfaktoren) führen soll.
Venkatesh und Bala (2008) haben in Anlehnung an die Entwicklung des TAM 2 auch die Einflussfaktoren auf die wahrgenommenen Benutzerfreundlichkeit (PEoU) weiter erforscht und im TAM3 ergänzt. Zwei Typen von Faktoren wurden dabei identifiziert. Die Ankerfaktoren sind generelle, im Individuum fest verankerte Überzeugungen bezüglich Computer im Allgemeinen sowie gegenüber dem eigenen Umgang mit Computern. Es handelt sich dabei um psychologische Dispositionen und schwer bis gar nicht veränderbar sind. Anpassungsfaktoren werden hingegen durch die Erfahrung mit der jeweiligen Technik beeinflusst. Dabei beeinflusst die Erfahrung, wie stark sich die objektive Gebrauchstauglichkeit (Usability) auf PEoU auswirkt. Selbiges gilt für den spaßvollen Umgang: Je mehr Erfahrung der Nutzer bereits hat, desto stärker würde die PEoU den spaßvollen Umgang mit der Technik widerspiegeln (vgl. S. 280).

## Integration in die Arbeitsforschung
Eine Limitation des TAMs liegt in der Konzeption als Input-Modell begründet (siehe Schnell, 2009; Schäfer & Keppler, 2013). Dies bedeutet, dass das Modell lediglich der Frage nachgeht, welche Faktoren im Sinne eines Inputs, für die Einstellung, die Nutzungsintention oder die Nutzung verantwortlich sind. Die Folgen der Nutzung, als ein möglicher Output der Technikakzeptanz unter unterschiedlichen Bedingungen, werden hingegen nicht betrachtet. Konkret bleibt die Frage offen, welche Konsequenzen es hat, wenn eine Nutzung bei starker oder geringer Ausprägung der Nützlichkeit (PU) und der wahrgenommenen Benutzerfreundlichkeit (PEoU) stattfindet. Frühere Modelle, wie die von Hilbig (1984), Wallau (1989) oder Reichwald (1978) betonen in ihren Modellen ökonomische Größen (Leistungssteigerungen, Produktivität etc.) sowie mögliche Belastungen oder die subjektive Arbeitszufriedenheit als Konsequenzen der Technikakzeptanz. Dabei wird die Akzeptanz als Primäreffekt der Technikbewertung bezeichnet. Die Folgen der Akzeptanz werden als Sekundäreffekte bezeichnet. Bei diesen Modellen handelt es sich jedoch um deskriptive Modelle, die kaum Aussagen über Wirkungsbeziehungen zwischen einzelnen Bewertungskriterien machen.
Paluch, Egbert und Blut (2015) zeigen empirisch, dass die zusätzliche Berücksichtigung der Folgen der tatsächlichen Nutzung durchaus einen Mehrwert für die TAM-bezogene Akzeptanzforschung darstellen kann. Die Autoren untersuchen neben den Einflussfaktoren auf die Bereitschaft zur Nutzung von Social Media im Unternehmen die positiven Auswirkungen der Akzeptanz auf die Kunden-, Markt- und Finanzleistung des Unternehmens. Hellmann (2022) integriert das TAM daher gezielt in Konzepte der Arbeitsforschung und erweitert das TAM so zu einem Input-Output-Modell. Durch Einbettung des TAM in das Haus der Arbeitsfähigkeit (nach Ilmarinen et al. 2008) können die Nützlichkeit (PU) und die wahrgenommenen Benutzerfreundlichkeit (PEoU) den Faktoren aus dem Job Characteristics Model und dem Work Design Questionnaire als Inputfaktoren beiseite gestellt werden, um deren Wirkung auf mögliche Output-Faktoren wie die Arbeitszufriedenheit, intrinsische Motivation, Kompetenzanforderungen oder die Belastung durch Technik (Technikstress) zu untersuchen.

## Kritik
Grundsätzlich wird das Technology Acceptance Model dahingehend kritisiert, dass es einem Innovationspositivismus unterliegen würde, indem es von einer positiven Grundeinstellung Technologien gegenüber gekennzeichnet sei und bei der Betrachtung von Ablehnungsgründen in der Nutzung von Technologie negative Eigenschaften einer Innovation außer Acht lassen würde.
Während das Technology Acceptance Model als robustes Modell angesehen wird, wurde es dafür kritisiert, dass es zu einfach (parsimonious) sei, um komplexe psychologische Vorgänge wie Verhalten und Technologieakzeptanz zu erläutern. Die komplexeren Nachfolgemodelle TAM2 und TAM3 werden hingegen dafür kritisiert, dass sie zu komplex und zu unflexibel seien, um das Verhalten und die Technologieakzeptanz von Nutzern verlässlich zu erklären.